# 寄本哲平

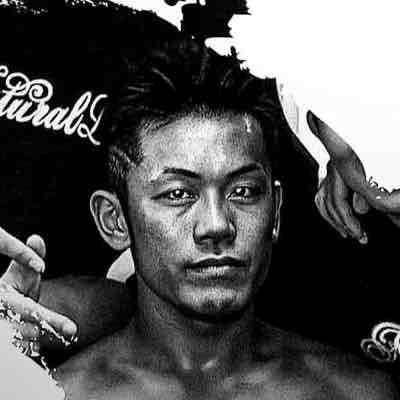

寄本 哲平（よりもと てっぺい、1979年9月4日）は日本のキックボクサー。
岐阜県高山市出身。現役時代は大誠塾所属。リングネームはTETSU、交通事故からの復帰後は本名で活動。通称 不屈のキックボクサー。TRIBELATE S LEAGUE ミドル級チャンピオン。キックボクシング＆フィットネスジム High-Mount 会長。通算戦績 13戦6勝（5KO）7敗。

## 来歴

### プロデビュー前
小学4年生の頃、柔道を始め中学生時代の部活動は柔道部、高校で陸上部と並行してフルコンタクト空手を学ぶ。
14歳の時にK-1グランプリの影響を受けキックボクサーの道を志す。
高山市にキックボクシングのジムが無かった為、高校時代に貯めたアルバイト代でサンドバッグを購入、独学でキックボクシングの練習を始める。
私立高山西高等学校を卒業後、千葉県船橋市に移住、東京経営短期大学経営税務学科に入学。
アパートの近くにあった大誠塾船橋道場に入門し本格的にキックボクシングを始める。
大誠塾の後輩にはプロレスラー飯伏幸太が在籍し、アルバイトから練習を公私共に励んで来た。
在学時に全日本キックボクシング連盟プロテストを受け、階級はウェルター級で合格する。
2000年8月22日、翌年8月と格闘Kマガジン主催ムエタイチャレンジツアーに参加、プロデビュー前にタイ、パタヤで2年連続ムエタイ選手との非公式戦を経験。
第6回ムエタイチャレンジ挑戦者、漫画家のやざま優作、神田勲、寄本哲平、HAYATO、加藤督朗、高田英樹、吉田智子。
第7回ムエタイチャレンジ挑戦者、長島幸貴、佐藤彬、綾瀬崇徳、山口創、佐々秀幸、寄本哲平、山田大輔。
正道会館所属のK-1選手、安廣一哉とはこのタイ遠征がきっかけで交友を始める。
プロデビュー前に原宿の老舗ストリートブランドMILKBOYがサポートに付き、試合用のトランクス、衣装を製作する。

### 現役時代
東京経営短期大学を卒業後の2000年11月29日、全日本キックボクシング連盟後楽園ホール興行でプロデビュー
2002年1月4日、全日本キックボクシング連盟後楽園ホール興行「KICK MIND」で全日本キックボクシング連盟ウェルター級王者 山内佑太郎のデビュー戦を務め、3RにハイキックでKO勝ち。
2002年8月6日、新空手道のプロ興行ＰＲの為、久保坂左近、青柳雅英、寄本哲平の3人で千葉マリンスタジアム、プロ野球千葉ロッテ対ダイエー戦の始球式をスピードガンコンテストとして務める。
2002年8月11日、全日本新空手道連盟 大誠塾 "チャレンジマッチRaise"船橋アリーナ興行で全日本キックボクシングウェルター級ランキング5位の千葉友浩とプロ5戦目で対戦し2RKO勝ち。
2002年12月8日、全日本キックボクシング連盟、後楽園ホール興行「BACK FROM HELL-II」で当時全日本キックボクシングウェルター級チャンピオンだった魔裟斗が王座を返上したため、全日本ウェルター級王座決定トーナメントが開催、トーナメント6人に選抜され小松隆也と対戦。そのトーナメントは山内佑太郎が優勝。
全日本キックボクシング連盟から合計3度のイタリア遠征のオファーがあったが、興行側の日程延期、直前で対戦相手が怪我、3度目は直前のオファーの為断り、それぞれの理由で幻に終わる。
2004年8月5日、バイクで走行中、道路上の自転車を避けた為、交通事故に巻き込まれる、病院のＩＣＵに運び込まれ入院。20日間事故の自覚が無い状況を経験。左側頭部骨折、顎部骨折、右鎖骨骨折、左側顔面麻痺、左側の三半規管を壊した為、平衡感覚喪失、左耳の聴覚を完全に失う。
4年間のリハビリ後、身体にハンディキャップを持った状態で練習を再開、事故後は全日本キックボクシングミドル級王者中村高明と宮田ボクシングジムの元トレーナー伊藤洋幸に指導を受ける。
事故後はフリーランスで活動し所属はNaturalLowと表示、練習先は新小岩スマイルボックス。
江戸川区小岩にあるタイ料理を食べながらムエタイ試合が観戦できる我兎我兎スタジアム(現在閉店)で非公式試合に参加、元MA日本キックボクシング連盟ウェルター級王者の後藤龍治と対戦。
2008年6月28日、TRIBELATE vol.18 ランドマークタワーホール興行で交通事故後の復帰戦を行う。イエティ達郎と対戦。
2009年7月20日、TRIBELATE vol.24 新宿フェイス興行でメインイベントを飾る。鷹文と対戦。
2010年3月13日、TRIBELATE vol.27 新宿フェイス興行で引退試合を行い佐々木浩一郎に2RKO勝ちをして引退。

### 引退後
引退後の2010年4月、岐阜県高山市に帰郷。
帰郷後は事故後のリハビリテーションや選手復帰経験を生かし、高山市内のフィットネスジム、カルチャー教室、ダンススクール、母校の小学校体育館で2年間、一般の子どもや大人を対象にキックボクシングとフィットネスの指導を行う。
2012年4月1日、地元飛騨高山に「フィットネスから上級者、誰でも楽しめるキックボクシングジム」をコンセプトに、キックボクシング＆フィットネスジムHigh-Mountをオープンした。
2018年7月14日、ボディメイク大会を主催するNPCJの金沢大会に出場。2カテゴリーにエントリーし、コンテスト初出場にしてメンズフィットネスモデル２位、メンズアスリートモデル３位の成績。
2022年4月30日、寄本が主催するキックボクシング&フィットネスジムHigh-Mountの10周年感謝祭にてK-1 WORLD MAXで活躍した安廣一哉、佐藤嘉洋、代表の寄本哲平の3名で三つ巴のスパーリングを披露した。
2023年11月5日、東京都高円寺で開催された第12回安廣杯のエキシビジョンマッチにて、主催者の安廣一哉とK-1ルールで対戦。
2025年2月2日、東京GENスポーツパレスでコロナ禍をえて7年振りに開催されたTRIBELATE vol.57にイベントを盛り上げる為、1夜限りのプロ復帰を果たす。
過去の実績が評価されTRIBELATE S LEAGUE ミドル級タイトルマッチに出場。結果はWADAMORIを相手に2ダウンを奪い1R 51秒でのKO勝ち。プロ選手を引退して15年、このタイミングで初戴冠に輝く。

## 参考出典
- 男子キックボクサー一覧
- ＧＢＲ試合結果2009年7月20日
- ＧＢＲ試合結果2010年3月13日(寄本引退試合)